# 리에주 주교후국
리에주 주교후국 또는 리에주 영주국은 신성 로마 제국의 로마 가톨릭교회 소속 주교령으로, 현재의 벨기에 지역에 영역 대부분이 위치했었다. 신성 로마 제국령의 일부이던 이곳은 따라서 이곳의 영주인 리에주 주교는 제국의회에서 의석과 투표권을 부여받았다. 리에주 주교후국은 훨씬 범위가 넓고 주교로서의 일반적 권한만을 행사하는 리에주 주교구와 혼동하지 않도록 주의해야 한다.
리에주 주교들은 980년과 985년 사이에 주교후로서 지위를 획득했으며 972년 이래로 리에주 주교를 역임하던 리에주의 노트케르가 당시에 황제 오토 2세에게서 위이 백국의 세속 통치권을 부여받았다.
1500년부터, 라인강 하류-베스트팔렌 관구에 속했다. 리에주 주교후국의 영역에는 오늘날 벨기에의 대부분인 리에주주, 림뷔르흐주 및 벨기에와 네덜란드의 월경지 등을 포함했다.
1789년부터 1791년까지 일시적으로 공화국 (리에주 공화국)이 되기도 했지만, 1791년에 주교후국으로 복구되었다. 영주로서 주교의 역할은 1795년 프랑스에 합병되면서 영원히 끝나고 말았다. 1815년, 리에주 주교후령의 영토는 네덜란드 연합왕국의 영토가 되었다가 1830년에는 전자가 벨기에와 분리되던 때 벨기에에 속하게 되었다.
리에주의 주교의 통치를 받던 이 주교후국은 네덜란드 17주 또 스페인 및 오스트리아의 남부 네덜란드의 일부를 이룬 적이 없으나, 16세기부터 리에주의 정책 및 정치는 부르고뉴 공작 그리고 후대에 이르러서는 합스부르크 가문의 영향을 강하게 받았다.
1559년에 1,636개에 이르던 사목구가 8개 대보제, 28개 총탁구(chrétientés)로 재편성되었다. 주요 도시들에는 리에주, 베링언, 빌젠, 보르글룬, 브레이, 샤틀레, 시네, 쿠뱅, 디낭, 포스라빌, 하몬트, 하셀트, 헤르크더스타트, 위이, 마세이크, 페르, 신트트라위던, 스토컴, 튀엥, 통에런, 베르비에, 비제, 와렘 등이 있었다.

## 중세의 주교후국

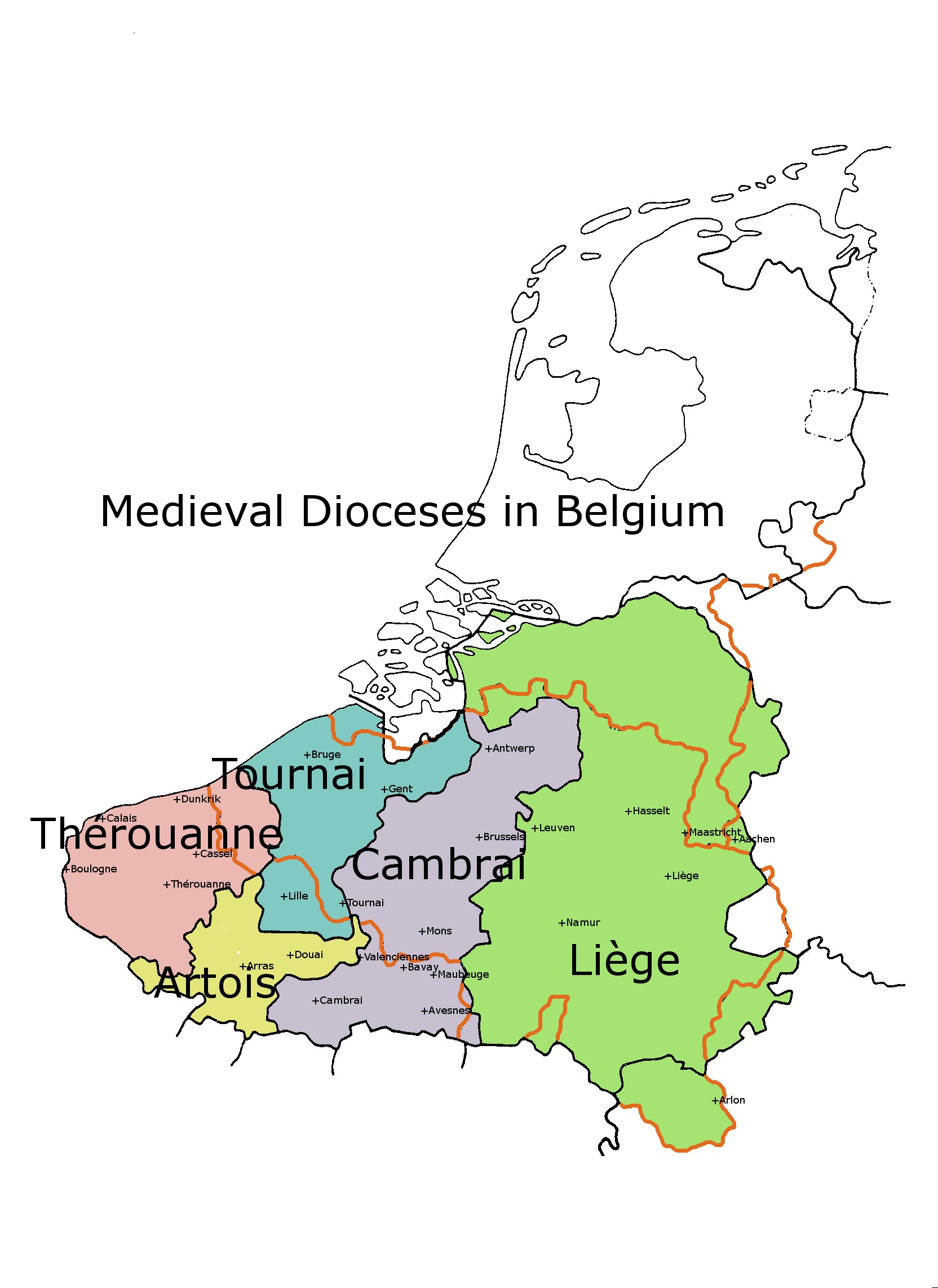
'키비타스 툰그로룸'에서 발전한 1559년 이전 중세 리에주 주교구 (녹색).

중세 리에주 주교들의 넓은 교구는 1559년까지 그들이 소유했던 영지보다 훨씬 더 넓었다. 하지만 영지는 기부와 인수를 통해 점차 넓혀졌다. 10세기에, 주교들은 교구 내에 위치했던 위이 백국에 대한 세속 영주권을 수여받았다. 노트게르 주교 (972년–1008년)와 그의 후임자들은 이에 따라 신성 로마 제국에서 제후로 일컬어졌다. 이 상황은 프랑스 혁명까지 지속되었으며, 거의 여덟 세기에 이르는 시기를 거쳐 리에주의 주교후는 신성 로마 황제의 휘하에 남아있긴 하지만 자치 수준을 유지하는 데 성공했다. 이 사실상의 독립 상태는 프랑스와 독일 사이라고 하는 전략적으로 중요한 곳에 위치하여 국제 정치에서 몇 번의 중요한 역할을 한 주교들의 능력에서 크게 비롯한 것이었다.
중세를 거쳐, 주교후는 1096년에 부용 영주령 (1678년 프랑스에 양도), 1366년에 룬 백국(프랑스어: Looz)과 1568년에 호른 백국 등을 획득하며 더욱 확대되었다.
주교후국의 창시자인 노트게르는 성 람베르투스 대성당 및 주교들의 궁전도 재건하였다. 그는 또한 본인의 통치 때 번영을 누리던 리에주 도시 내 다른 건축 활동에도 관여했었다 (성 바오로 교회, 전도사 성 요한 교회, 상트크루아 교회, 성 데니스 교회 등). 또한 도시의 교구 조직도 강화시켜냈다. 그는 위령의 날 준수를 전파한 초대 교회 지도자 중 한 명이었으며 그는 본인의 교구에서 위령의 날 행사를 인가했었다. 노트게르의 통치 하에서, 에라클루스의 학문을 이어받은 리에주의 교육 기관들이 번영했다. 이 두 주교들 (그리고 와조)로, "리에주의 학교 기관들은 당대 가장 빛나는 문학 중심지 중 하나였다". 11세기에 리에주는 실제로 '북방의 아테네'로 알려졌다. "리에주는 한 세기 이상 과학 분야에서 다른 국가들 사이에서 한 번도 회복하지 못한 위치를 차지했다.". 이후의 주교들인 루즈의 발데리크(Balderic, 1008년–1018년), 월보도 (1018년–1021년), 두란두스 (Durandus, 1021년–1025년), 레기나르드(Reginard, 1025년–1038년), 니타르드 (Nitard, 1038년–1042년), 학식 있는 와조, 테오뒤엥 (Theoduin, 1048년–1075년) 등은 노트게르의 유산을 당당하게 이어나갔다. 리에주의 학교들은 여러 뛰어난 학자들을 양성해냈고, 가톨릭 교회에 스테파노 9세, 니콜라오 2세 등의 교황 등도 배출해내기도 했다. 또한 교구 차원에서도 생티에리의 기욤, 리에주의 제라르, 퐁텐의 고드프루아 등 많은 중요한 박사들도 파리 대학교에 공급하기도 했다. 리에주의 알제 (1055년–1131년)는 이 시대의 중요한 지식인 중 한 명이었다. 그는 성 바르톨로메오 교회의 초대 부제(副祭)로 임명되었고 클뤼니의 수도원에서 은퇴했다.
베르뒹의 앙리 집권기 (1075년–1091년)에 전쟁을 방지하고 하느님의 평화를 이룩하기 위한 재판소(tribunal de la paix)를 설치했다. 오트베르 (1091년–1119년)는 부용 영주령을 매입하여 영토를 확장시켰다. 그는 하인리히 4세 황제에 대한 충성심을 유지하였고, 황제가 자신의 손님으로 있었을 때 그의 임종 자리를 지켜주었다.  나뮈르의 앙리 (1119년–1121년)는 순교자로 숭배받았다. 쥘리에의 알렉상드르 시기 (1128년–1134년) 교황, 황제, 클레르보의 성 베르나르가 리에주를 방문했었다. 체링겐의 라울 기간은 베긴 수도회 창설에 기여를 한 개혁가 말 더듬이 랑베르의 연설로 특정 지어진다.
루벵의 알베르는 1191년에 리에주 주교로 선출됐지만, 이 선출에 대한 논란이 있다는 핑계로 하인리히 6세는 회흐슈타트의 로테르를 주교 자리에 앉혔다. 알베르의 선출은 1192년에 교황의 승인을 받았으나, 그가 주교 자리를 맡은 지 얼마 안되어 랭스에서 그는 독일 기사 세 명에게 암살되고 말았다. 이 암살에 황제가 관여했을 수도 있으며 알베르는 성인으로 시성되었다. 1195년, 알베르 드 카위크 (Albert de Cuyck, 1195년–1200년)는 리에주 사람들의 선거권을 공식적으로 승인하였다. 12세기 기간, 리에주 주교와 더불어 리에주 대성당의 사제단은 주교후령 역사에서 한층 더 중요한 역할을 맡았다.
주교후들이 자주 개입하곤 했던 상류층과 하류층 간의 분쟁들이 13세기와 14세기에 생겨나, 15세기에는 도시의 약탈과 파괴로 정점을 이르렀다. 투로트의 로베르 기간 (1240년–1246년), 코르니용 수도원의 수녀이던 성 줄리아나는 특정한 환상들로 인해 성찬을 기리는 축일을 제정하는 계획을 세우게 되었다. 충분한 고려 끝에, 리에주 주교는 그녀의 생각을 허용했지만 그녀의 죽음으로 축일의 제정은 미뤄졌다. 이 작업의 완수는 리에주의 도미니코회 전직 수도원장이자 교황 특사로 리에주로 돌아왔던 생슈르의 위그에 남겨졌다. 1252년에 위그는 그의 교구에서 성찬을 의무로 제정했다. 리에주에서 부주교직을 마친 트루아의 장이 교황 우르바노 4세로 선출되며 교회 전체에 그리스도의 성체 성혈 대축일을 이행하도록 했다. 리에주의 또 다른 부주교가 그레고리오 10세라는 이름으로 교황이 되었고 무능했던 겔더른의 하인리히 (1247년–1274년) 직위 해제시켰다. 아돌프 2세 드 라 마르크 (1313년–1344년) 집권기에 체결된 펙스 조약는 주교후와 그의 가신들 사이의 관계를 규제하였다. 그럼에도, 내부 불화는 이어졌고 호른의 아르놀트 시기 (1378년–1389년)는 대중파의 승리로 특징 지어졌다. 1366년, 룬 백국이 주교후령에 합병되었다.

## 부르고뉴와 합스부르크의 영향

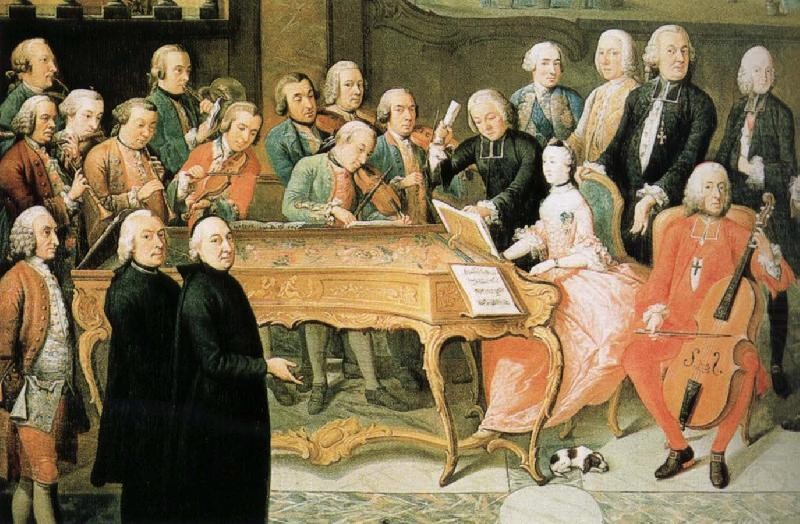
리에주의 궁정 공연 속 바이에른의 요한 테오도르 주교후

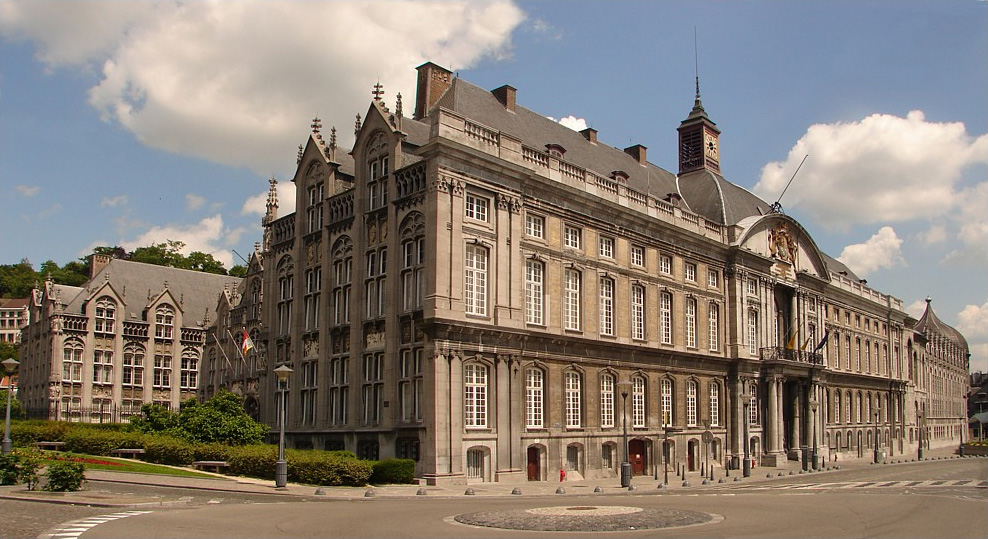
리에주의 주교좌 궁정

1384년에 플랑드르 백작 상남자 루이의 죽음이 벌어진 가운데, 저지대 지역에서는 부르고뉴령 네덜란드 내 통일이 시작되기 시작하였다. 리에주가 여전히 명목 상으로는 독립 상태이긴 했으나, 부르고뉴 공작들은 리에주에 영향력을 키워나가고 있었고,  부르봉의 루이 (1456년~1482년)는 선량공 필리프의 정치적 계략에 따라 리에주 통치자에 오른 것이었다. 리에주 사람들은 리에주 전쟁으로 이어진 부르고뉴 통치에 대해 저항하였고, 용담공 샤를은 1466년에 디낭 그리고 1468년에는 리에주를 파괴하며, 리에주의 민주주의 지배권의 막을 내렸다.
카를 5세는 1540년대 네덜란드 17주의 통일을 완수하였고, 또한 비공식적으로 리에주 주교후령도 지배하였다. 그는 에라르 드 라 마르크 (1505년–1538년)를 리에주 주교후로 지목했고 그는 리에주의 회복의 시기를 가져왔다. 에라르는 계몽적인 예술의 보호자이었다. 종교 개혁자들에 대한 싸움을 시작한 것이 그였고, 그의 후임자들도 이를 이어나갔으며, 특히 흐루스베이크의 제라르 (1564년–1580년)가 그랬다. 이 싸움을 도울 목적으로, 바오로 4세는 칙서를 통하여 ('Super Universi', 1559년 5월 12일), 저지대에 새로운 주교구들을 만들었다. 새로운 주교구들은 리에주 교구의 많은 희생 덕에 만들어진 것이었는데 리에주의 여러 사목구들이 루르몬트, 스헤르토헨보스, 나뮈르 등 교구에 넘겨졌거나 메헬렌, 앤트워프 등 기존에 존재한 교구에 추가됐다. 리에주 교구 내 관할 대리구의 수는 13개로 줄었다.
리에주는 스페인이 지배하고 있던 롬바르디아와 스페인령 네덜란드 간의 군사용 통행로인 이른 바 스페인 길을 궁성한 합스부르크 동맹의 마지막 고리를 형성하였다. 스페인 영토로 완전히 둘러싸인, 리에주는 한 곳에서 이틀 이상 보내지 않토록 하면서 주교후의 영토를 거친 스페인 군대의 통과를 허용한 중립 조약을 통해 보호를 받았다. 80년 전쟁에서 합스부르크의 군사 계획 상 리에주 주교후의 중요성은 1595년 네덜란드의 침입을 좌절시키려는 스페인의 개입을 촉발했다.
17세기에 리에주 주교들 대부분이 외국인들이었고, 그 중의 다수는 한번에 여러 주교직을 겸임했었다. 이들의 잦은 부재는 시루와 그리누 등에 자유로운 기회를 주었고 이를 바이에른의 막시밀리안 하인리히 (쾰른 대주교, 1650년–1688년)가 1681년 칙령으로 막았다. 18세기 중엽 프랑스의 백과 전서파의 사상이 리에주도 들어오기 시작했다. 주교 드 벨브뤼크 (1772년–1784년)는 자신들의 선전을 부추겼고 이에 따라 1789년 리에주 혁명을 위한 발판을 마렸다. 부분적으로 프랑스 혁명과 관련성을 띠던, 주교후 세자르콩스탕탱프랑수아 드 횐스브뢰크의 절대주의 통치에 반대하는 항의는 리에주 혁명으로 발전하였다. 1791년을 시작으로, 이 혁명은 신성 로마 제국의 명령으로 파견된 군대에 진압되었다.
리에주 주교후국은 1795년에, 프랑스에 합병되면서 해체되었다. 주교후국의 영토는 뫼즈앙페리외르, 우르트, 상브레즈 등 데파르망으로 나뉘었다.

## 갤러리
리에주 주교호국
- 성 람베르투스의 순교
- 에라클루스 시기인 965년에 시작된 생 마르텡 건축
- 스타블로 세 폭 제단화는 뫼즈 미술의 예시이다 (뉴욕시 모건 라이브러리 & 뮤지엄 소장)
- 리에주의 대보제이던 교황 우르바노 4세
- 성 람베르투스 대성당과 대주교후 궁전 (18세기)
- 에라르 드 라 마르크의 초상 ( 1528경)
- 저지대에 둘러싸인 리에주 주교후국 (1556년–1648년)
- 시민 계층이 대주교후로부터 얻은 도시의 권한들에 대한 상징으로 존재하는 리에주의 '페롱'(perron)
- 바이에른의 요한 테오도르 시기 (1744년–1763년)의 주화

## 같이 보기
- 리에주의 주교 및 주교후 목록
- 리에주 혁명